# Верне, Луи
Пьер Луи Верне (фр. Pierre Louis Vernet; 5 мая 1870, Доранж — 19 марта 1946, Шуази-о-Бак) — французский стрелок из лука. Серебряный призёр летних Олимпийских игр 1908 года.

## Биография
Луи Верне родился 5 мая 1870 года во французской коммуне Доранж.
Выступал в соревнованиях по стрельбе из лука за «Компьенских лучников» из Компьеня.
В 1908 году вошёл в состав сборной Франции на летних Олимпийских играх в Лондоне. В соревнованиях в континентальном стиле, подразумевающем, что 40 стрел выпускаются по одной с расстояния с 50 метров, завоевал серебряную медаль, набрав 256 очков и уступив 7 очков выигравшему золото Эжену Гризо из Франции. При этом среди 17 официальных и 8 неофициальных участников только Верне, занявший 8-е место француз Анри Бертон и выступавший вне конкурса Роберт Бекхаус из Великобритании поразили все 40 мишеней. В соревнованиях в двойном йоркском круге (стрельба группами по три стрелы, два раунда по 144 стрелы с расстояний 100, 80 и 60 ярдов) занял 20-е место, набрав 385 очков и уступив 430 очков победителю Уильяму Доду из Великобритании.
Умер 19 марта 1946 года во французском городе Шуази-о-Бак.